# Hemidactylus agrius
Hemidactylus agrius là một loài thằn lằn trong họ Gekkonidae. Loài này được Vanzolini mô tả khoa học đầu tiên năm 1978.